# مملكة الشر (مسلسل)
مملكة الشر هو مسلسل تلفزيوني عراقي عرض في عام 2010 .

## الممثلون
- محسن العزاوي
- طلال هادي
- تيسير أحمد
- سعد محسن
- سهى سالم
- سليمة خضير
- كريم محسن
- طه علوان
- مناضل داوود
- كنعان علي
- هند طالب
- أحمد شكري العقيدي